# Mepyfilina
Mepyfilina (łac. mepifilinum) – wielofunkcyjny organiczny związek chemiczny, acefilina z połączeniu mepiraminą, pochodna teofiliny w połączeniu z pierwszej generacji lekiem przeciwhistaminowym, stosowana w leczeniu skurczu oskrzeli u pacjentów z ostrym i przewlekłym zapaleniem oskrzeli. 

## Mechanizm działania biologicznego
Mepifilina składa się acefiliny, która jest pochodną teofiliny, oraz z mepiraminy, leku przeciwhistaminowego pierwszej generacji. Acefilina powoduje hamowanie fosfodiesterazy, natomiast mepiramina blokuje receptor histaminowy H1, powodując rozszerzenie oskrzeli. 

## Zastosowanie medyczne
- leczenie skurczu oskrzeli u pacjentów z ostrym i przewlekłym zapaleniem oskrzeli[2]

Mepyfilina nie jest dopuszczona do obrotu w Polsce (2020).

## Działania niepożądane
Mepyfilina może powodować następujące działania niepożądane u ponad 10% pacjentów: senność, natomiast u ponad 1% pacjentów dyskomfort lub ból w nadbrzuszu, dzwonienie w uszach, kserostomia, niewyraźne widzenie, splątanie, tachykardia, utrudnione oddawanie moczu, wysypka, zawroty głowy. 